# Ołtarz Siedmiu Sakramentów
Ołtarz Siedmiu Sakramentów (niderl. De Zeven Sacramenten) – przykład późnogotyckiego malarstwa tablicowego w Niderlandach, dzieło jednego z głównych reprezentantów gotyckiego realizmu – Rogiera van der Weyden. Obecnie znajduje się w zbiorach Królewskiego Muzeum Sztuk Pięknych (Koninklijk Museum voor Schone Kunsten) w Antwerpii.
Tryptyk został wykonany w latach 1445–1450 na zlecenie biskupa Tournai Jeana Chevrota, którego Rogier van der Weyden sportretował na lewym skrzydle jako biskupa udzielającego sakramentu bierzmowania. Formy architektoniczne wnętrza świątyni, o cechach typowych dla niderlandzkiego gotyku, wykazują podobieństwo do architektury katedry św. Michała i św. Guduli w Brukseli.

## Wygląd
Obraz jest tryptykiem. Namalowany został techniką olejną na desce dębowej Wymiary: 200 × 97 cm (tablica środkowa), 119 × 63 cm (skrzydła boczne).
Kompozycja została wpisana w przestrzeń gotyckiego kościoła, który odznacza się realistycznym opracowaniem architektury. Wyostrzone zostały zarówno elementy na pierwszym planie, jak i w głębi. Perspektywa zbieżna buduje przestrzeń kościoła, wzbogaconego sztafażem, który tworzą pojedyncze osoby rozproszone w całym wnętrzu. Na środkowej tablicy przedstawiona została na pierwszym planie Grupa Ukrzyżowania. Jezus wisi wysoko na krzyżu. Zamknięte oczy sugerują jego śmierć. Ciało Chrystusa jest mocno wyprężone, niemal wpisane w ramionach krzyża, którego wysokość obejmuje niemal całkowicie wymiar nawy. U stóp po prawicy Chrystusa stoi Jan Ewangelista o którego opiera się omdlewająca i poruszona cierpieniem Maria. Po lewicy klęczą Maria Kleofasowa i, zwrócona tyłem do widza, ogarnięta płaczem Maria Magdalena. W głębi przy ołtarzu znajdującego się przy przegroda chórowa ze złoconym rzeźbionym retabulum, przedstawiono akt sakramentu Eucharystii (łac. Eucharistia). Kapłan dokonuje sakramentalnego aktu podniesienia Ciała Chrystusa, przy którym klęczy wierny. Zestawienie aktu przeistoczenia z Ukrzyżowanym wiąże się z ofiarą Chrystusa na krzyżu, która wiąże się z odkupieniem ludzkości.
W skrzydłach bocznych przedstawiono wnętrza naw bocznych i przylegających do nich kaplic tworzących scenerię dla kolejnych wątków tematycznych. Po lewej stronie w kaplicach przedstawiono sakramenty chrztu (łac. baptismum), bierzmowania (s. zstąpienia Ducha Świętego) (confirmatio) oraz w głębi pokuta (spowiedź, sakrament pojednania) (paenitentia).
W kaplicach prawej nawy bocznej umieszczono sakramenty namaszczenia chorych (unctio infirmorum), małżeństwa (matrimonium), oraz kapłaństwa (sacri ordines). U góry każdą ze scen uzupełnia anioł trzymający banderolę z tekstem pisanym gotycką minuskułą. Poszczególne postaci cechuje silnie zaznaczony indywidualizm i realizm. Artysta nie waha się ukazać brzydoty, wszelka idealizacja została tutaj zaniechana. Szare tonacje wnętrza katedry zostały skontrastowane barwną kolorystyką szat postaci i aniołów; każdy z nich ma szaty w innym kolorze, ciemnym szatom aniołów na lewym skrzydle odpowiadają intensywne barwy po przeciwnej stronie dzieła.

## Analiza i interpretacja

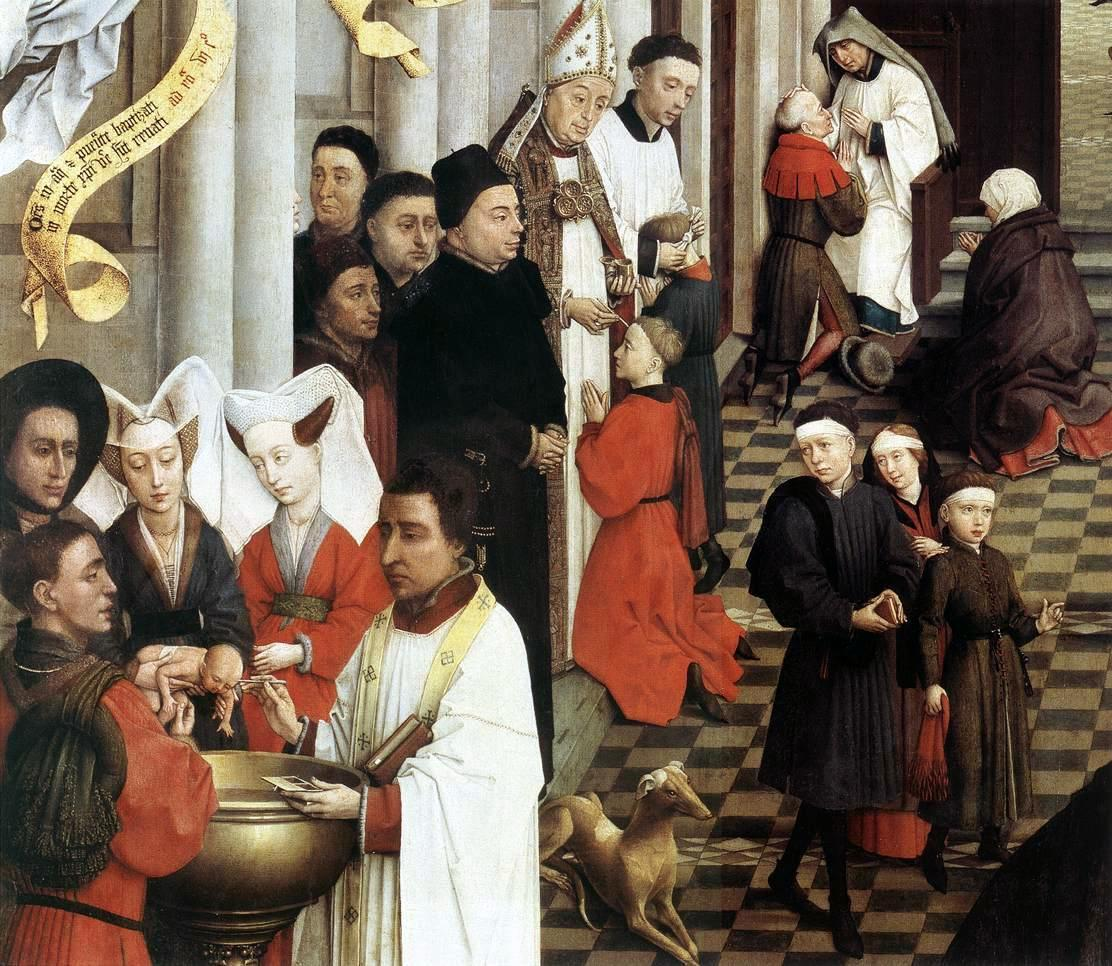
Chrzest, bierzmowanie, pokuta – fragment lewego skrzydła tryptyku

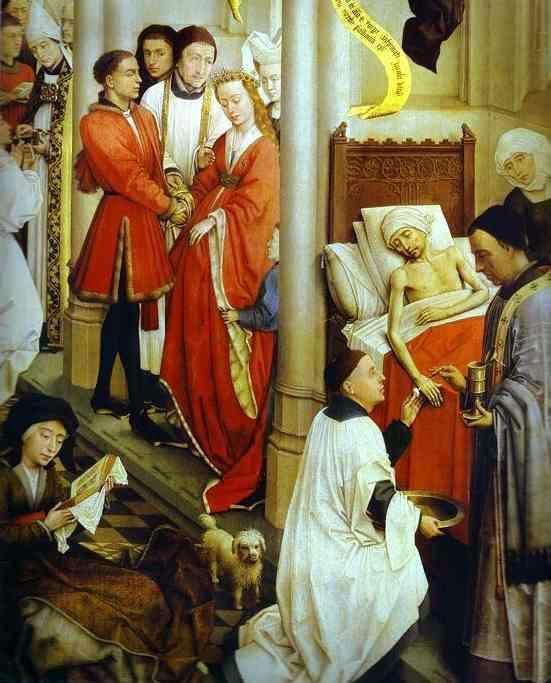
Małżeństwo i namaszczenie chorych – fragment prawego skrzydła tryptyku

Treścią tryptyku jest siedem sakramentów – według Katechizmu Kościoła Katolickiego „Sakramenty są skutecznymi znakami łaski, ustanowionymi przez Chrystusa i powierzonymi Kościołowi. Przez te znaki jest nam udzielane życie Boże. Obrzędy widzialne, w których celebruje się sakramenty, oznaczają i urzeczywistniają łaski właściwe każdemu sakramentowi. Przynoszą one owoc w tych, którzy je przyjmują z odpowiednią dyspozycją” (KKK 1131).
Dobór kolorów szat aniołów nie jest przypadkowy, bowiem barwy te zawierają wymiar symboliczny którym odpowiada dany sakrament.
| Kolor    | Sakrament            | Znaczenie    |
| -------- | -------------------- | ------------ |
| Biel     | Chrzest              | Niewinność   |
| Żółć     | Bierzmowanie         | Dojrzałość   |
| Zieleń   | Eucharystia          | Nadzieja     |
| Czerwień | Pokuta               | Miłosierdzie |
| Czerń    | Namaszczenie chorych | Śmierć       |
| Fiolet   | Kapłaństwo           | Wytrwałość   |
| Błękit   | Małżeństwo           | Wierność     |